# Love Nature
Love Nature е канадски специализиран телевизионен канал, излъчващ документални филми и телевизионни сериали, свързани с природата и дивата природа.
Канадските операции на канала са собственост на Blue Ant Media, докато международните са съвместна собственост на Blue Ant Media, Rock Entertainment Holdings и Smithsonian Networks.

## История

### Oasis HD
През август 2005 г. Джон С. Паникар (съосновател и първоначалния собственик на канала,  High Fidelity HDTV) получава лиценз от Канадската комисия за радио и телевизия (CRTC) за стартиране на OasisHD, описан като „национален канал на английски език от категория 2, със специална програма във висока разделителна способност ..., излъчващ градски и диви пейзажи от канадски и международни кинематографисти."
Каналът стартира в Канада на 12 март 2006 г. като Oasis HD, фокусиран върху предавания за дивата природа и природата, подобно на сегашния му формат.
На 21 декември 2011 г. High Fidelity HDTV обявява, че е сключено споразумение да бъде закупен от Blue Ant Media. При първоначалното закупуване на 29,9% от компанията, останалите 70,1% са закупени, след като сделката е одобрена от CRTC.
През лятото на 2014 г. каналът оттегля добавката „HD“ и е ребрандиран като Oasis с преработено лого и нов уебсайт.
На 19 януари 2015 г. Oasis отново се ребрандира, този път с новото име Love Nature. Промяната съвпада със съобщението на Blue Ant Media, че планира да произвежда 200 часа годишно програми за природата в 4K Ultra HD.

### Международно разпространение
На 14 юли 2008 г. тогавашните собственици на High Fidelity HDTV обявяват, че са постигнали споразумение с Cameron Thomson Group за разпространение на Oasis HD в цяла Европа, но каналът не стартира в международен план, както е предвидено.
На 14 декември 2015 г. Blue Ant Media и Smithsonian Networks обявяват, че започват съвместно партньорство в ново предприятие, наречено Blue Skye Entertainment, като новата компания се фокусира върху разработването и разпространението на 4K Ultra HD програми за дивата природа и природата в световен мащаб чрез SVOD и телевизионния канал Love Nature, а също и самостоятелната стрийминг услуга на Smithsonian Network, Smithsonian Earth. Първото пускане на продукта на новата компания идва с пускането на стрийминг услугата Love Nature SVOD, която стартира в 32 държави при старта през февруари 2016 г.
През 2019 г. Love Nature стартира в България, като през 2021 г. цялата програма е озвучена на български език.